# Viscum yunnanense
Viscum yunnanense là một loài thực vật có hoa trong họ Santalaceae. Loài này được H.S. Kiu miêu tả khoa học đầu tiên năm 1984.